# Ermächtigungsgesetz 1934
Mit dem Bundesverfassungsgesetz vom 30. April 1934 über außerordentliche Maßnahmen im Bereich der Verfassung oder kurz Ermächtigungsgesetz 1934 wurden die bisherigen Befugnisse des österreichischen Nationalrates und des Bundesrates auf die Regierung übertragen. Während der Zeit des autoritären Ständestaats (Austrofaschismus) wurde die Mehrzahl der Gesetze auf Grundlage des Ermächtigungsgesetzes und unter Umgehung der verfassungsmäßig vorgesehenen Gesetzgebungsorgane erlassen.

## Vorgeschichte
Im März 1933 nutzte Bundeskanzler Engelbert Dollfuß den in der Geschäftsordnung des Nationalrates nicht vorgesehenen Rücktritt der drei Nationalratspräsidenten dazu, das Parlament auszuschalten. Ein Wiederzusammentreten der Mandatare wurde mit Hilfe der Polizei verhindert. Die Regierung verfolgte fortan einen autoritären Kurs und erließ Gesetze auf Basis des eigentlich für den Kriegsfall vorgesehene Kriegswirtschaftlichen Ermächtigungsgesetzes von 1917. Wahlen wurden verboten, das Versammlungs- und Demonstrationsrecht eingeschränkt. Der Verfassungsgerichtshof, der diese verfassungswidrigen Verordnungen und Gesetze hätte aufheben können, wurde lahmgelegt.
Am 24. April 1934 verordnete die Regierung auf Basis des Kriegswirtschaftlichen Ermächtigungsgesetzes eine neue Verfassung. Um der Verfassung den Anstrich von Rechtmäßigkeit zu geben, wurde am 30. April 1934 Nationalrat und Bundesrat einberufen, um sie abzusegnen und das Ermächtigungsgesetz zu beschließen. Dem Rumpf-Nationalrat gehörten unter Berücksichtigung mittlerweile verstorbener Abgeordneter nur mehr 90 oder 91 Mitglieder an, da die Mandate der Sozialdemokraten sowie der Heimwehr-Abgeordneten, die sich der NSDAP angeschlossen hatten, aberkannt worden waren. Tatsächlich erschienen 76 Abgeordnete, zu wenig, um ein eigentlich erforderliches Präsenzquorum zu erfüllen. 72 Abgeordneten gehörten der Christlichsozialen Partei und dem Heimatblock an. Die meisten Landbund-Abgeordneten blieben aus Protest der Sitzung fern, zwei erschienen und stimmten für das Ermächtigungsgesetz. Von der Großdeutschen Volkspartei kamen auch zwei Vertreter, die dem Gesetz ihre Zustimmung versagten. Im Bundesrat wurde das Ermächtigungsgesetz nicht beeinsprucht. Der Bundesrat entsprach mittlerweile jedoch nicht mehr dem demokratische legitimierten Organ, da für die sozialdemokratischen und nationalsozialistischen Bundesräte nicht vom Landtag gewählte, sondern von den Landeshauptleuten im Absprache mit der Bundesregierung ernannte Mandatare nachgerückt waren. Auch eine eigentlich notwendige Volksabstimmung über das Ermächtigungsgesetz wurde nicht durchgeführt. Somit kam das Ermächtigungsgesetz – und mit ihm die neue Verfassung und die Abschaffung der bisherigen Gesetzgebungsorgane – verfassungswidrig zu Stande.

## Inhalt
Das Bundesverfassungsgesetz vom 30. April 1934 enthält vier Artikel:
Im ersten Artikel werden Artikel 44 Absatz 2 und Artikel 50 des Bundesverfassungsgesetz von 1929 aufgehoben. Der Artikel 44 Absatz 2 sah vor, dass Gesamtänderungen der Bundesverfassung einer Volksabstimmung zu unterziehen sind. Der Artikel 50 bestimmte, dass politische Staatsverträge und andere Staatsverträge, die gesetzesändernde Wirkung haben, der Zustimmung des Nationalrates bedürfen und, sofern sie Änderungen von Verfassungsgesetzen nach sich ziehen, eine Volksabstimmung erfordern.
Im zweiten Artikel wird die der Regierungsverordnung vom 24. April 1934 als Anlage beigefügte Verfassungsurkunde unter Bekräftigung ihres rechtlichen Bestands als Bundesverfassungsgesetz im Sinne der gegenwärtig geltenden Bundesverfassung erklärt. Die Regierung wird ermächtigt, diese Verfassungsurkunde als „Verfassung 1934“ am 1. Mai 1934 im Bundesgesetzblatt als Verlautbarung kundzumachen.
Im dritten Artikel werden im ersten Absatz der Nationalrat und der Bundesrat mit dem auf die Verlautbarung folgenden Tag (d. h. mit 2. Mai 1934) für aufgelöst und ihre Funktionen für erloschen erklärt. Im zweiten Absatz werden die dem Nationalrat, dem Bundesrat und den ihren Ausschüssen und Organen zustehenden Befugnisse, insbesondere die Zuständigkeit für die Bundesgesetzgebung einschließlich der Verfassungsgesetzgebung, auf die Bundesregierung übertragen. Somit wurde die Gewaltenteilung aufgehoben.
Der vierte Artikel ist eine kurze Vollzugsklausel, in dem die Bundesregierung mit der Vollziehung dieses Bundesverfassungsgesetzes betraut wird.

## Anwendung in der Regierungspraxis
Nach der nun in Kraft getretenen sogenannten Maiverfassung waren der Bundestag und weitere Organe für die Gesetzgebung zuständig. Tatsächlich berief sich die Regierung in der Mehrzahl der verabschiedeten Gesetze auf den zweiten Absatz des dritten Artikels des Ermächtigungsgesetzes und umging damit diese verfassungsmäßigen Organe. Zwischen Mai und November 1934 wurden Gesetze ausschließlich durch den Ministerrat auf Basis des Ermächtigungsgesetzes verabschiedet. Ende November nahmen die verfassungsmäßigen Organe der Bundesgesetzgebung ihre Arbeit auf, seither kam es zu einer Doppelgleisigkeit der Gesetzgebung, wobei mit der Zeit immer weniger Gesetze per Ermächtigungsgesetz verabschiedet wurden. Von den 532 Gesetzen, die zwischen der konstituierenden Sitzung der Organe der Bundesgesetzgebung und dem 11. März 1938 im Bundesgesetzblatt kundgemacht wurden, waren 367 über das Ermächtigungsgesetz erlassen worden.
Als am 13. März 1938 das Anschlusskabinett Seyß-Inquart das den Staat Österreich liquidierende Bundesverfassungsgesetz über die Wiedervereinigung Österreichs mit dem Deutschen Reich verabschiedete, geschah dies ebenfalls auf Basis des Ermächtigungsgesetzes.